# ألفابت
شركة ألفابت (بالإنجليزية: .Alphabet Inc) هي شركة أمريكية تم تأسيسها في أغسطس 2015 من خلال إعادة هيكلة شركة Google ويقع مقرها الرئيسي في ماونتن فيو في كاليفورنيا، تعد هي الشركة القابضة لشركة جوجل ومجموعة من الشركات أخرى التي كانت تابعه لها من ضمنها: Wings وCalico وBoston Dynamics، ومختبرات جوجل (X Lab)، قام بتأسيس الشركة كلاً من لاري بايج وسيرجي برين مؤسسي شركة جوجل. وقد تم اختيار لاري بيج في منصب المدير التنفيذي للشركة، وسيرجي برين كرئيس للمجموعة، وتم اختيار إيريك شميت كرئيس مجلس الإدارة للشركة.
كان الدافع وراء إنشاء شركة ألفابت Alphabet Inc. هو الرغبة في جعل الأعمال الأساسية لشركة Google «أكثر وضوحا وأكثر مسؤولية» مع السماح بقدر أكبر من الاستقلالية لمجموعة الشركات التي تعمل في أعمال غير خدمات الإنترنت.
أعلن لاري بايج وسيرجي برين استقالتهما من مناصبهما التنفيذية في ديسمبر 2019، على أن يشغل سوندار بيتشاي دور الرئيس التنفيذي، وهو أيضًا الرئيس التنفيذي لشركة Google.
يظل بيج وبرين مؤسسين مشاركين وموظفين وأعضاء مجلس إدارة ومساهمين مسيطرين على شركة ألفابت Alphabet Inc.

## تاريخ
تم الإعلان عن تأسيس الشركة في ١٠ أغسطس ٢٠١٥ من خلال مدونة جوجل، حيث تم تغيير الهيكل المؤسسي لشركة جوجل والشركات التابعة لها بحيث تم فصل جوجل عن الشركات الأخرى (والتي كانت تعمل سابقا تحت مظلتها) من الناحية الإدارية والاستثمارية. وتحوّلت شركة جوجل إلى شركة تابعة لها، بحيث تضم  الجديدة شركة جوجل بالإضافة إلى مجموعة من الشركات التي تعمل في مجالات أخرى، هذا وتم تحويل كافة أسهم جوجل المملوكة من قبل المستثمرين تلقائيًا وبنفس عدد الأسهم إلى شركة ألفابت، مع كامل وذات الحقوق وتم اختيار ساندر بيتشاي ليصبح المدير التنفيذي لجوجل خلفًا للاري پيج.
أصبحت ألفابت صاحبة القيمة السوقية الأعلى في العالم، وذلك بعد إعلان أرباح الربع الأخير من ٢٠١٥ ما رفع قيمة أسهم الشركة بمقدار ٩٪ فأصبحت قيمتها السوقية ٥٦٨ مليار دولار متفوقة على آپل التي بلغت قيمتها ٥٣٥ مليار دولار.

## شركات المجموعة

هيكل شركة ألفابت

بجانب أكبر شركة تابعة لها وهي جوجل، تمتلك شركة ألفابت العديد من الشركات التابعة الأخرى في العديد من الصناعات الأخرى،
ستشمل “ألفابت” عدة أقسام ضمن المجموعة 
| الاسم بالانجليزي          | الاسم بالعربي   | وصف الأعمال |
| ------------------------- | --------------- | --- |
| Calico [الإنجليزية]       | كاليكو          | تعتني بأبحاث الصحة.[بحاجة لمصدر] |
| جوجل كابيتال              | كابيتال جي      | تركّز على شركات التكنولوجيا الأكبر في مرحلة النمو، وتستثمر من أجل الربح وليس بشكل استراتيجي لجوجل.[بحاجة لمصدر]                                                                   |
| DeepMind                  | ديب مايند       | تعتني بالذكاء الاصطناعي. |
| Google                    | جوجل            | تتحوّل “جوجل” إلى فرع مملوك بالكامل من “ألفابت”، وستشمل وحدة “جوجل”، محرّك البحث والخرائط والتطبيقات ويوتيوب وآندرويد وكل العمليات التقنية المرتبطة بها على ما جاء في هذه الملفات. |
| Google Fibre              | جوجل فايبر      | لخدمة الإنترنت السريع عن طريق "فايبر". |
| GV                        | جي ڤي           | يوفر تمويلاً أوليًا ومشروعًا ونموًا لشركات التكنولوجيا.[بحاجة لمصدر] |
| Loon                      | لوون            | تعتني بتوفير الإنترنت من خلال مناطيد الإنترنت. |
| سايدووك لابز [الإنجليزية] | مختبرات سايدووك | تعتني بالابتكار الحضري: البنية التحتية من خلال الحلول التكنولوجية[بحاجة لمصدر]                                                                                                   |
| فريلي                     | فريلي           | "تُعرف سابقًا باسم جوجل علوم الحياة" تعتني بنواحي صحة الإنسان مثل العدسات اللاصقة التي تقيس مستوى السكر في الجسم[بحاجة لمصدر]                                                      |
| Google X                  | جوجل إكس        | تتولى الأبحاث حول السيارات ذاتية القيادة.[بحاجة لمصدر] |
| Waymo                     | وايمو           | تُدير وايمو خدمة سيارات أجرة تجارية ذاتية القيادة تعمل في منطقة فينيكس الكبرى بولاية أريزونا[بحاجة لمصدر]                                                                         |
| Wing                      | وينج            | لتسليم السلع بـطائرات من دون طيّار.[بحاجة لمصدر] |

اعتبارًا من ١ سبتمبر ٢٠١٧، تحتفظ شركة تابعة تُعرف باسم «٢٦ القابضة» (بالإنجليزية: XXVI Holdings Inc) بحقوق الملكية الخاصة بها (بالإشارة إلى الرقم الروماني ٢٦، وهو عدد الأحرف في الأبجدية الإنجليزية)، بحيث يمكن تقييمها وفصلها قانونيًا عن جوجل، وفي الوقت نفسه، تم الإعلان عن إعادة تنظيم شركة جوجل كشركة ذات مسؤولية محدودة.
قال إيريك شميت في حدث لجمعية الإنترنت في عام ٢٠١٥ أنه قد يكون هناك في النهاية أكثر من ٢٦ شركة تابعة لشركة ألفابت. وقال أيضًا إنه يجتمع حاليًا مع الرؤساء التنفيذيين للشركات الفرعية الحالية والمقترحة لشركة ألفابت. قال: «سنرى الكثير قادمًا.»
في حين أن العديد من الشركات أو الأقسام التي كانت في السابق جزءً من شركة جوجل أصبحت شركات فرعية لشركة ألفابت، ستظل شركة جوجل الشركة المظلة للأعمال التجارية المرتبطة بالإنترنت لشركة ألفابت.
وتشمل هذه المنتجات والخدمات المستخدمة على نطاق واسع والمرتبطة منذ فترة طويلة بجوجل، مثل نظام تشغيل آندرويد للأجهزة الجوّالة، ويوتيوب، ومحرّك بحث جوجل، والتي تظل مكونات مباشرة لجوجل.
وتشمل الشركات التابعة السابقة كـجوجل نست، التي تم دمجها في جوجل في فبراير ٢٠١٨، وكرونيكل التي تم دمجها مع جوجل كلاود في يونيو ٢٠١٩.

## هوية الشركة
أوضح لاري بايج أصل اسم الشركة قائلا:
لقد أحببنا اسم ألفابت Alphabet لأنه يعني مجموعة من الأحرف التي تمثل اللغة، وهي أحد أهم ابتكارات البشرية، وهي جوهر كيفية فهرستنا باستخدام محرك بحث Google! نحب أيضًا أن هذا يعني رهان ألفا (Alpha هو عائد استثمار أعلى من المعيار)، وهو ما نسعى جاهدين لتحقيقه!
وفي حديث له عام 2018، كشف إيريك شميت أن الإلهام الأصلي للاسم جاء من موقع عنوان شارع مكتب Google في هامبورغ آنذاك: ABC-Straße.
اختارت شركة ألفابت Alphabet النطاق abc.xyz مع نطاق المستوى الأعلى.xyz (TLD)، والذي تم تقديمه في عام 2014.
وهي لا تمتلك المجال alphabet.com ، المملوك لقسم إدارة الأسطول في BMW.
بعد الإعلان، قالت BMW أنه سيكون «من الضروري دراسة الآثار القانونية للعلامة التجارية» للمقترحات. بالإضافة إلى ذلك، فهي لا تمتلك النطاق abc.com ، وهو مجال لشركة البث الأمريكية المملوكة لشركة ديزني.
يحتوي الموقع على بيضة عيد الفصح في الفقرة التي يكتب فيها لاري بيدج، «أنا وسيرجي نعمل بجدية على بدء أشياء جديدة. ستشمل ألفابت Alphabet أيضًا مختبر X الخاص بنا، والذي يحتضن جهودًا جديدة مثل وينغ Wing ، جهدنا في توصيل الطائرات بدون طيار، نحن آثارنا أيضًا نمو أذرعنا الاستثمارية، المشاريع ورأس المال، كجزء من هذا الهيكل الجديد».
الفترة التي أعقبت «جهد توصيل الطائرات بدون طيار» هي رابط تشعبي إلى "hooli.xyz"[بحاجة لمصدر] ، في إشارة إلى المسلسل التلفزيوني وادي السيليكون.

## الإيرادات
وفقًا لتقريرها السنوي لعام 2017، جاء 86٪ من عائدات شركة ألفابت Alphabet من إعلانات الأداء (من خلال نقرات المستخدم باستخدام AdSense وإعلانات Google) وإعلانات العلامة التجارية. ومن بين هؤلاء، جاء 53٪ من عملياتها الدولية. يُترجم هذا إلى إجمالي إيرادات بلغت 110.855 مليون دولار أمريكي في عام 2017 وصافي دخل قدره 12.662 مليون دولار أمريكي.
في 1 فبراير 2016، تجاوزت شركة ألفابت Alphabet Inc. شركة أبل Apple لتصبح الشركة الأكثر تداولًا في العالم من حيث القيمة حتى 3 فبراير 2016، عندما قفزت أبل Apple مرة أخرى فوق شركة ألفابت Alphabet لاستعادة المركز، أشار الخبراء إلى افتقار شركة أبل Apple للابتكار بالإضافة إلى زيادة المنافسة الصينية كأسباب لضعف الأداء.
اعتبارًا من عام 2019، احتلت شركة ألفابت Alphabet المرتبة رقم 15 في تصنيفات Fortune 500 لأكبر الشركات الأمريكية من حيث إجمالي الإيرادات.
في 16 يناير 2020، أصبحت شركة ألفابت Alphabet رابع شركة أمريكية تصل قيمتها السوقية إلى 1 تريليون دولار  وتدخل نادي الشركات التي تبلغ تريليون دولار لأول مرة.

## الاستثمارات وعمليات الاستحواذ

### الاستثمارات
في تشرين الثاني (نوفمبر) 2017، قادت شركة ألفابت Alphabet Inc بجولة من السلسلة الأولى بقيمة 71 مليون دولار مع Andreessen Horowitz و 20th Century Fox في شركة يونايتد ماسترز UnitedMasters الموسيقية الناشئة التي أسسها ستيف ستاوت.

### عمليات الاستحواذ
أشار تحليل لاستثمارات الشركة في عام 2017 إلى أنها كانت المستثمر الأكثر نشاطًا في تلك الفترة، حيث تفوقت على الذراع المالي لشركة Intel .
استحوذت شركة ألفابت Alphabet ، Inc. على سبعة من شركاتها الناشئة المدعومة برأس المال في السنة المالية 2017، مع حصول Cisco على المرتبة الثانية في الاستحواذ على ستة من استثماراتها السابقة.
أعلنت شركة فلاتيرون الصحية Flatiron Health (وهي شركة ناشئة أسسها موظفان سابقان في شركة جوجل Google وبدعم من شركة Alphabet) أنه سيتم الاستحواذ عليها من قبل مجموعة الصحة هوفمان لاروش Hoffmann-La Roche مقابل 1.8 مليار دولار، وتوفر الشركة السجلات الطبية الإلكترونية والتحليلات لتحديد العلاجات المحسنة لمرضى الأورام.

## الدعاوى القضائية
في عام 2017، رفعت شركة ألفابت Alphabet Inc. دعوى قضائية ضد Uber بشأن تقنية مشابهة لتقنية السيارة ذاتية القيادة المملوكة لشركة ألفابت Alphabet. كانت تقنية المركبات ذاتية القيادة الخاصة بشركة ألفابت Alphabet قيد التطوير لمدة عقد من قبل ألفابت وايمو Alphabet's Waymo (قسم المركبات ذاتية القيادة)، حيث ترتبط التكنولوجيا المسجلة الملكية بـ 14000 وثيقة يُعتقد أنه تم تنزيلها وسرقتها من قبل مهندس وايمو السابق، والذي تم توظيفه لاحقًا من قبل أوبر.
تمت تسوية الدعوى القضائية في فبراير 2018، حيث وافقت أوبر على عدم استخدام تقنية القيادة الذاتية في نزاع ووافقت أيضًا على تزويد Waymo بحصة أسهم تبلغ 0.34٪ ، أي ما يعادل 245 مليون دولار تقريبًا بقيمة الشركة في أوائل 2018.
في أكتوبر 2018، تم رفع دعوى قضائية جماعية ضد شركة جوجل Google وشركة ألفابت Alphabet بسبب الكشف عن بيانات حساب Google+ «غير العامة» نتيجة لخلل في الخصوصية سمح لمطوري التطبيقات بالوصول إلى المعلومات الخاصة للمستخدمين. تمت تسوية الدعوى في يوليو 2020 مقابل 7.5 مليون دولار مع دفع تعويضات للمطالبين لا تقل عن 5 دولارات لكل منهم، بحد أقصى 12 دولارًا لكل منهما.
في أكتوبر 2020، رفعت وزارة العدل الأمريكية دعوى قضائية ضد الاحتكار ضد شركة ألفابت Alphabet ، بدعوى ممارسات مناهضة للمنافسة.
في 2 ديسمبر 2020، قدم المجلس الوطني لعلاقات العمل شكوى ادعى فيها أن شركة ألفابت Alphabet Inc أجرت مراقبة واستجوابًا غير قانونيين للعديد من العاملين في شركة جوجل Google. وتم فصل الموظفين المعنيين لمحاولات الاحتجاج على سياسات الشركة. وزعم مجلس الإدارة أيضًا أن شركة جوجل Google وضعت موظفين بشكل غير قانوني في إجازة إدارية كعقاب. ونفت شركة ألفابت ارتكاب أي مخالفات وقالت إنها تصرفت بشكل قانوني.
في ديسمبر 2023 اتخذت "ألفابت" قرار بدفع 700 مليون دولار لتعديل سياسات "غوغل بلاي"، بهدف تسوية دعاوى تزعم أن متجر تطبيقاتها سيطر بشكل غير قانوني على سوق تطبيقات نظام "أندرويد"، وتنهي بذلك قضايا احتكار رفعها المدعون العامون ومستهلكون في نحو 36 ولاية أمريكية.

## وصلات خارجية
- الموقع الرسمي